# Matthew Stevens
Matthew John Stevens (* 11. September 1977 in Carmarthen) ist ein walisischer Snookerspieler, der seit der Saison 1994/95 auf der Profitour spielt. In dieser Zeit gewann er mit dem Masters 2000 und der UK Championship 2003 zwei Turniere der Triple Crown sowie sechs weitere Turniere. Der zweifache Vize-Weltmeister erreichte zudem Platz vier der Snookerweltrangliste.
Nachdem Stevens unter dem Mentorat von Terry Griffiths ein erfolgreicher Juniorenspieler geworden war, wurde er zur Saison 1994/95 Profispieler. Rasch konnte er sich auf der Profitour etablieren und stieg in die Weltspitze auf. Nachdem er bereits die Benson and Hedges Championship 1995 gewonnen hatte, stand er zwischen 1998 und 2005 regelmäßig in Endspielen, auch von Ranglistenturnieren. Je zweimal verlor er dabei das Finale der UK Championship und der Snookerweltmeisterschaft. Allerdings gewann er unter anderem das Masters 2000 und die UK Championship 2003. Auf der Weltrangliste teils auf Platz 4 geführt, war diese Zeit für Stevens aber auch von Schicksalsschlägen geprägt. Zunächst starb 2001 sein Vater und enger Unterstützer, fünfeinhalb Jahre später erlag sein enger Freund Paul Hunter einer Krebserkrankung. Nach 2006 rutschte Stevens zeitweise aus der Weltspitze hinaus, ab 2010 schaffte er ein kurzlebiges Comeback. Mittlerweile ist er nur noch im Mittelfeld der Weltrangliste platziert, spielt aber weiterhin auf der Profitour.

## Karriere

### Amateurkarriere
Stevens bekam als Kind einen kleinen Snookertisch geschenkt, auf dem er häufig spielte. Kurze Zeit später wurde er Mitglied im Snookerclub des ehemaligen Profi-Weltmeisters Terry Griffiths in Llanelli und begann sich auf den Snookersport zu konzentrieren, nachdem er angesichts der Konkurrenz sein zweites Hobby, den Fußballsport, aufgab. Griffiths mentorierte Stevens, welcher In der Folge recht schnell im Juniorenbereich erfolgreich wurde und bereits mit elf Jahren sein erstes Century-Break spielte.
1991 machte Stevens erstmals auf sich aufmerksam, als er das Achtelfinale des Juniorenwettbewerbes des World Masters erreichte. Im selben Jahr kam er ins Finale der Pontins Autumn Open, verlor aber mit 0:5 gegen den jungen Ronnie O’Sullivan. Ein Jahr später unterlag er mit demselben Ergebnis Quinten Hann im Achtelfinale der U21-Amateurweltmeisterschaft. Bei der Ausgabe 1993 zog Stevens zwar ins Viertelfinale ein, musste sich dort aber dem Isländer Jóhannes B. Jóhannesson geschlagen geben.

### Erste Profijahre und Aufstieg in die Weltspitze
In den 1990er-Jahren stand die Profitour gegen ein gewisses Startgeld für alle Profispieler offen. Diese Chance nutzte Stevens zur Saison 1994/95 und wurde Profispieler. Während seiner ersten Saison schied er bei den meisten Turnieren in der Qualifikation aus, erreichte aber das Halbfinale der Benson and Hedges Championship 1994 sowie die finale Qualifikationsrunde des Dubai Classic. Bereits in der nächsten Saison konnte Stevens auch in mehrere Hauptrunden einziehen, unter anderem in das Achtelfinale des Grand Prix und des Merseyside Professional. Zudem gewann er gegen Paul McPhillips die Benson and Hedges Championship, weshalb er am prestigeträchtigen Masters teilnehmen durfte, wo er nach einem Sieg über Altmeister Terry Griffiths im Achtelfinale Alan McManus unterlag. Auf der Weltrangliste war er so nach zwei Jahren bereits auf Rang 67 platziert. Die Form dieser Saison konnte er während der Saison 1996/97 alles in allem wiederholen, sodass er sich auf Platz 53 verbesserte.
Mit der Saison 1997/98 gelang dem jungen Waliser schließlich der Durchbruch. Er erreichte nicht nur beim Merseyside Professional das Viertelfinale, sondern auch bei der Snookerweltmeisterschaft, dem wichtigsten Turnier der Profitour. Beim Grand Prix und der UK Championship, dem zweitwichtigsten Profiturnier, zog er sogar ins Halbfinale ein. Folglich sprang er auf Platz 26 der Weltrangliste, wodurch er sich bei den meisten Turnieren die Qualifikation ersparte. Zusätzlich wurde er zum Nachwuchsspieler der Saison ernannt.
Auch in der folgenden Saison schied Stevens bei der Snookerweltmeisterschaft im Viertelfinale aus. Bei der UK Championship erreichte er dieses Mal sogar das Endspiel, auch wenn er dort gegen John Higgins verlor. Die Saison beschloss er mit einer weiteren Finalteilnahme, diesmal beim Pontins Professional, wo er Jimmy White unterlag. Zusammen mit drei walisischen Teamkollegen gewann Stevens für Wales den Nations Cup gegen die schottische Auswahl um Stephen Hendry und John Higgins. Auf der Weltrangliste verbesserte sich Stevens auf Rang 9, womit er für alle Turniere direkt gesetzt war.

### Erfolgsjahre
Die Saison 1999/2000 verlief für Stevens überaus erfolgreich. Bei vier Turnieren schied er erst im Viertelfinale aus, bei einem weiteren im Halbfinale. Sowohl bei der Snookerweltmeisterschaft als auch bei der UK Championship erreichte er das Endspiel. Diese Erfolge wurden auch nicht dadurch geschmälert, dass Stevens beide Endspiele verlor. Vom Preisgeld, welches er für seinen Vizeweltmeister-Titel erhalten hatte, kaufte sich Stevens einen gelben Ferrari. Mit dem Masters gewann er das erste der drei Triple-Crown-Turniere und konnte diesen Erfolg durch einen Turniersieg beim Scottish Masters komplettieren. Mit dem Team Wales versuchte sich Stevens zudem an der Titelverteidigung beim Nations Cup, die aber im Endspiel gegen England misslang. Auf der Weltrangliste verbesserte er sich auf Rang 6. Gemanagt von Geoff Faint, galt Stevens als einer der vielversprechendsten Spieler jener Zeit.
Die nächsten beiden Saisons verliefen annähernd genauso erfolgreich, denn Stevens erreichte regelmäßig ein Viertel- oder Halbfinale, letzteres unter anderem sowohl bei der Snookerweltmeisterschaft 2001 als auch bei der Snookerweltmeisterschaft 2002. Allerdings schaffte er es nicht das Endspiel eines Turniers zu erreichen. Stevens’ Form sackte anschließend ab und während der Saison 2002/03 schied er fast immer vor den letzten Runden der Turniere aus. Auf der Weltrangliste verschlechterte Stevens sich dadurch etwas auf Rang 9. Grund für diese Verschlechterung war der Tod seines Vaters im Januar 2001, der ihn professionell wie privat negativ beeinflusste. Erst nach fast drei Jahren erholte Stevens sich von diesem Schicksalsschlag.
Erst mit der Saison 2003/04 gewann Stevens’ seine alte Form wieder. Er erreichte das Viertelfinale des LG Cups, die Halbfinale der British Open und der Snookerweltmeisterschaft sowie das Endspiel der UK Championship. Gegen Stephen Hendry konnte Stevens dort seinen zweiten Triple-Crown-Titel erringen. Der Sieg war zudem Stevens’ erster Gewinn eines Ranglistenturniers. Auf das Fehlen eines solchen Erfolgs war die Presse in den Jahren zuvor immer wieder eingegangen. Auf der Weltrangliste verbesserte er sich wieder auf Rang 6. In der folgenden Saison konnte Stevens an diese Erfolgsserie zunächst nicht anschließen, erreichte später aber das Halbfinale des Malta Cups sowie das Endspiel des Irish Masters und der Snookerweltmeisterschaft. Während er beim Irish Masters gegen Ronnie O’Sullivan verlor, unterlag er im WM-Endspiel dem Überraschungsweltmeister Shaun Murphy. Er erreichte außerdem das Endspiel des Turniers in Fürth und traf dort auf Hunter, der das Turnier mit 4:1 gewann. Infolgedessen stieg Stevens auf Platz 4 der Weltrangliste, die beste Platzierung seiner Karriere.
Zusätzlich hatte Stevens im Dezember 2004 auch Erfolg als Pokerspieler, als er die mit 500.000 $ dotierten UK Poker Open gewann.

### Abschied aus der Weltspitze und kurzes Comeback
Trotz Turniersiegen bei den beiden Einladungsturnieren Northern Ireland Trophy und Pot Black lief die Saison 2005/06 für den amtierenden Vize-Weltmeister überhaupt nicht gut; bei allen anderen Turnieren kam er nicht über das Achtelfinale hinaus. Zudem reiste er wieder nach Fürth, um am nun Fürth German Open genannten Amateurturnier teilzunehmen. Im Halbfinale schied er gegen Mark King aus. Auf der Profi-Weltrangliste halfen ihm weder die Turniersiege bei den Einladungsturnieren noch der Erfolg Fürth, denn beide waren keine Weltranglistenturniere. Vielmehr rutschte er auf Platz 14 ab.
Die verschlechterte Form setzte sich in den nächsten Saisons fort und Steven schied regelmäßig recht früh aus. Einzige Lichtblicke waren eine Finalteilnahme bei der Bahrain Championship im Jahr 2008 sowie Viertelfinalteilnahmen bei der Snookerweltmeisterschaft 2007 und beim Shanghai Masters 2007. Auch in Fürth waren seine Ergebnisse in dieser Zeit keinesfalls berauschend. Im Oktober 2006 musste Stevens zudem einen weiteren Schicksalsschlag hinnehmen, als sein enger Freund Paul Hunter mit nur 27 Jahren an einer Krebserkrankung verstarb. Auf Hunters Beerdigung war Stevens einer der Sargträger. Der deutsche Journalist Carsten Scheele bewertete Hunters Tod für Stevens und dessen Form als wichtige Zäsur. Mitte 2009 fand sich Stevens auf Platz 26 der Weltrangliste wieder.

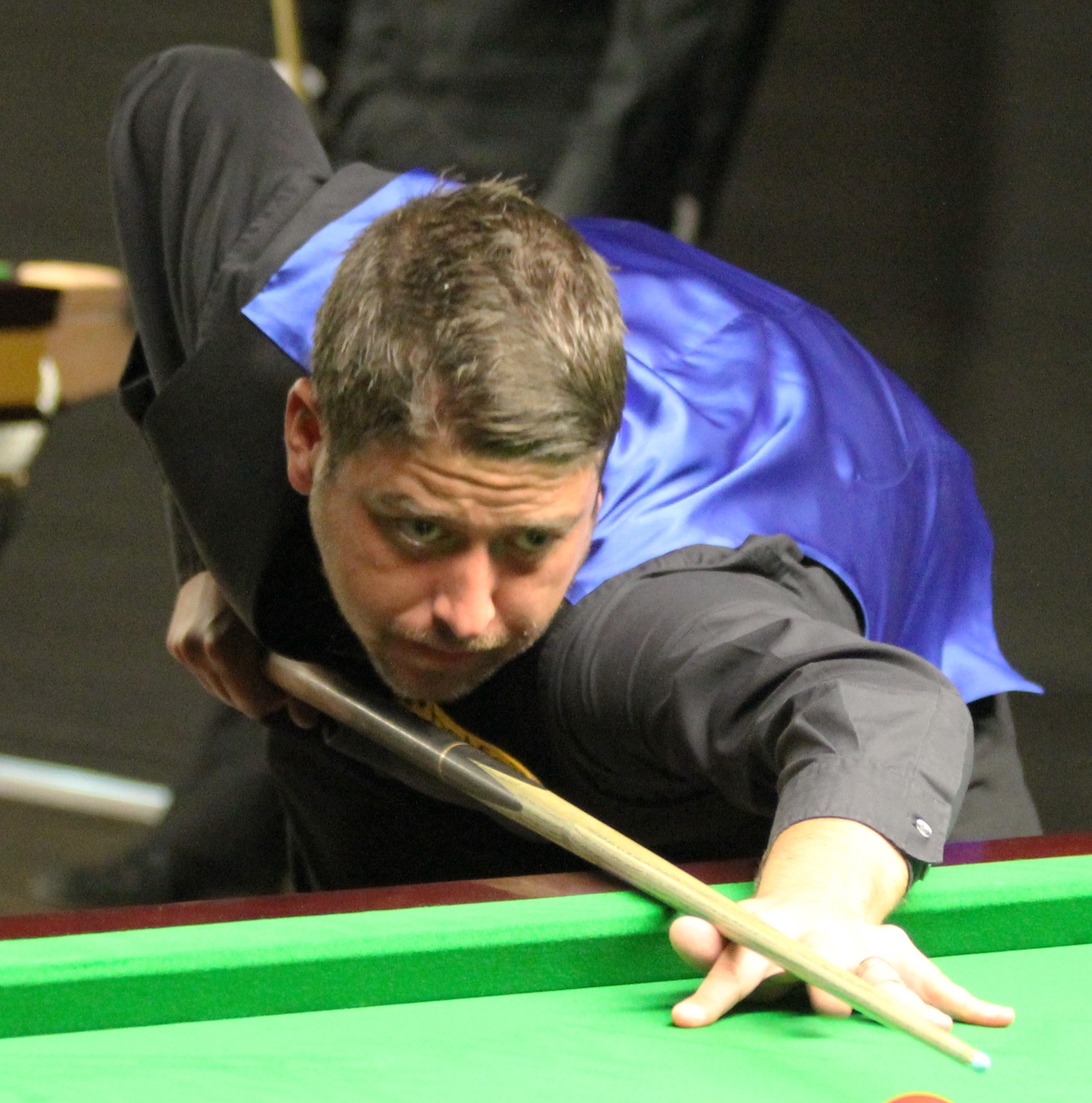
Stevens beim Paul Hunter Classic 2012

Auch wenn sich Stevens’ Form in der Saison 2009/10 nicht markant verbesserte, konnte er sich auf der Weltrangliste immerhin um einen Platz verbessern. Erst mit der Spielzeit 2010/11 ging es mit der Form des Walisers deutlich bergauf. Auf der neuen Players Tour Championship (PTC) erreichte er zweimal ein Viertelfinale sowie das Halbfinale des Grand Finals. Des Weiteren kam er beim Shanghai Masters und bei den Welsh Open ebenfalls ins Viertelfinale und gewann die Championship League. Auch wenn letztere keinen Einfluss auf die Weltrangliste hatte, verbesserte er sich auf dieser bis auf Platz 14. Die nächste Saison brachte für Stevens eine Finalteilnahme Kay Suzanne Memorial Trophy, einem PTC-Event, sowie Viertelfinalteilnahmen beim Shanghai Masters und beim German Masters sowie eine Halbfinalteilnahme bei der Snookerweltmeisterschaft. Zusätzlich spielte er bei den FFB Snooker Open erstmals ein Maximum Break auf der Profitour. Auf der Weltrangliste verbesserte er sich auf Rang 10.
Im Laufe der Saison 2012/13 erreichte Stevens bei den World Open erneut das Finale eines Ranglistenturnieres, verlor dieses aber. Daneben erreichte er die Viertelfinale der UK Championship und des German Masters, verschlechterte sich auf der Weltrangliste aber wieder auf Platz 14. Nachdem sich die Höhepunkte der nächsten beiden Spielzeiten auf Viertelfinalteilnahmen beim Snooker Shoot-Out 2013 und den Australian Goldfields Open 2014 sowie auf eine Halbfinalteilnahme beim Wuxi Classic 2013 begrenzten, rutschte Stevens auf Platz 28 der Weltrangliste ab, seiner schlechtesten Platzierung seit Rang 53 in der Saison 1997/98. Anfang 2015 war Stevens zusätzlich insolvent und ließ sich von seiner Frau scheiden, mit der er zwei Söhne hat.

### Etablierung im Profi-Mittelfeld

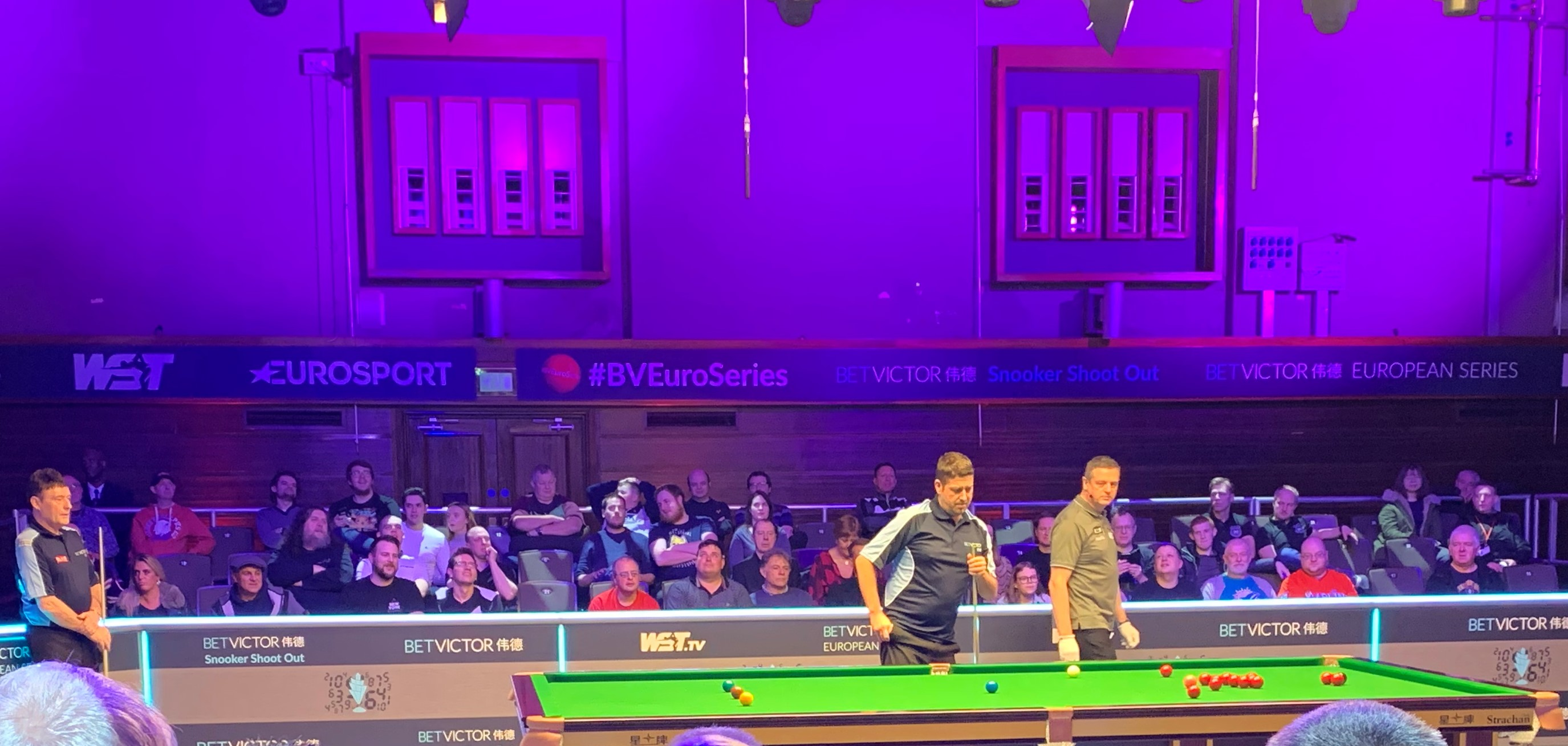
Stevens beim Snooker Shoot-Out 2020 (Mitte)

In den folgenden beiden Spielzeiten kam Stevens nur zweimal über die Runde der letzten 32 hinaus und schied sowohl beim Riga Masters 2016 als auch bei der UK Championship 2016 im Achtelfinale aus. Diese Formschwäche führte dazu, dass Stevens bis auf Rang 55 der Weltrangliste abrutschte. Im Mai 2017 wurde Stevens jahrzehntelang genutzter Queue gestohlen, weshalb er sich einen Ersatz anfertigen ließ, den Verlust des alten Spielgeräts mit „sentimentalen Wert“ aber sehr bedauerte. Im Laufe der nächsten beiden Saisons besserte seine Form sich wieder etwas, sodass Stevens unter anderem das Halbfinale der International Championship 2018 erreichte. So verbesserte er sich bis Mitte 2019 auf Platz 43 der Weltrangliste. Unter anderem die Viertelfinalteilnahme bei der UK Championship während der Saison 2019/20 sorgte dafür, dass Stevens bis auf Rang 33 vorrücken konnte.
Mit der Saison 2020/21 konnte Stevens nur bedingt an die vorherigen Spielzeiten anknüpfen. Eine Achtelfinalteilnahme bei den English Open war sein bestes Ergebnis. Während der Saison, die er trotzdem noch auf Platz 36 der Weltrangliste abschloss, wurde er Ende 2020 ferner positiv auf SARS-CoV-2 getestet, weshalb er die UK Championship verpasste. In der Saison 2021/22 konnte er nur wenige Erfolge verbuchen und schloss auf Rang 56 ab. Er erreichte das Achtelfinale der Welsh Open sowie die Runde der letzten 32 bei den Northern Ireland Open und dem Turkish Masters. Insbesondere 2021 schied er jedoch häufig bereits in der ersten Runde aus. Bei der Weltmeisterschaft 2022 erreichte er hingegen die Runde der Letzten 32. In der folgenden Saison verstetigte sich seine Leistung wieder. 2022 schied er noch vereinzelt in den ersten Runden aus, erreichte aber auch die Runde der Letzten 32 bei der UK Championship und das Achtelfinale bei den British Open. In der zweiten Saisonhälfte erreichte er mehrfach fortgeschrittene Runden und schied bei der Weltmeisterschaft 2023 erst in der Runde der Letzten 48 gegen David Gilbert aus. Er beendete die Saison auf Platz 41 der Weltrangliste.
Die Saison 2023/24 begann mit dem Erreichen der Zwischenrunde bei der Championship League und verlief durchwachsen. Dreimal erreichte er die dritte Runde, ebenso oft verlor er aber schon das erste Spiel eines Turniers. Nur einmal, beim World Open, gelang ihm mit einem 5:2 gegen Ryan Day ein Sieg gegen einen Top-32-Spieler. Der Auftaktsieg gegen Jimmy Robertson bei der Weltmeisterschaft zum Saisonende rettete ihm den Platz unter den Top 48. Auch der Start ins nächste Jahr brachte in wieder in die Zwischenrunde der Championship League. Drei Siege und drei Unentschieden waren die Turnierbilanz. Zwar gab es danach auch wieder mehrere Auftaktniederlagen, aber bei der International Championship und der UK Championship sammelte er jeweils in der dritten Runde einige Punkte. Bei den Welsh Open erreichte er nach einem Sieg über David Gilbert mal wieder ein Achtelfinale. Bei der Weltmeisterschaft 2025 besiegte er Simon Blackwell und Thepchaiya Un-Nooh und führte im Spiel um den Crucible-Einzug gegen Wu Yize lange Zeit. Am Ende verlor er jedoch knapp im Decider und verpasste seine 19. WM-Endrunde. Das Ergebnis stabilisierte aber seinen Platz unter den Top 64 und damit auf der Tour.

## Spielweise
Laut seinem Vater hat sich Stevens große Teile seines Spiels mit Hilfe von Fernsehaufzeichnungen und ähnlichem selbst beigebracht. Sein Vorbild war dabei Stephen Hendry. Später trainierte Stevens zusammen mit Mark Williams. Stevens gilt als ein „sehr flüssiger Breakbuilder“. Auch Hector Nunns hebt Stevens’ flüssigen Spielstil sowie seine Technik und sein Temperament hervor, wodurch er Stevens als augenscheinlich perfekt geeignet für das Crucible Theatre und deren Bedingungen ansieht.
Seine „feurige“ Spielweise sei neben seiner walisischen Herkunft auch der Grund für seinen Spitznamen „The Welsh Dragon“, so Hugo Kastner. Terry Griffiths, der Stevens noch aus dessen Jugendtagen kennt, lobte Stevens’ herausragende Qualität. Stephen Hendry sieht Stevens als „geschickte[n] Spieler“ an, der trotz seines Talents weniger erreicht habe als möglich. Allerdings gilt Stevens nicht als nervenstark und könne seine Konzentration selten über einen längeren Zeitraum aufrechterhalten. So ist er auch bekannt dafür, nicht gerne in Führung zu liegen.

## Erfolge
| Ausgang         | Jahr | Turnier                        | Finalgegner       | Ergebnis       |
| --------------- | ---- | ------------------------------ | ----------------- | -------------- |
| Amateurturniere |      |                                |                   |                |
| Zweiter         | 1991 | Pontins Autumn Open            | Ronnie O’Sullivan | 0:5            |
| Zweiter         | 2004 | Grand Prix Fürth               | Paul Hunter       | 1:4            |
| Profiturniere   |      |                                |                   |                |
| Sieger          | 1995 | Benson and Hedges Championship | Paul McPhillips   | 9:3            |
| Zweiter         | 1998 | UK Championship                | John Higgins      | 6:10           |
| Sieger 1        | 1999 | Nations Cup                    | Schottland 2      | 6:4            |
| Zweiter         | 1999 | Pontins Professional           | Jimmy White       | 5:9            |
| Sieger          | 1999 | Scottish Masters               | John Higgins      | 9:7            |
| Zweiter         | 1999 | UK Championship                | Mark Wiliams      | 8:10           |
| Zweiter 1       | 2000 | Nations Cup                    | England 3         | 4:6            |
| Sieger          | 2000 | Masters                        | Ken Doherty       | 10:8           |
| Zweiter         | 2000 | Snookerweltmeisterschaft       | Mark Wiliams      | 16:18          |
| Sieger          | 2003 | UK Championship                | Stephen Hendry    | 10:8           |
| Zweiter         | 2005 | Irish Masters                  | Ronnie O’Sullivan | 8:10           |
| Zweiter         | 2005 | Snookerweltmeisterschaft       | Shaun Murphy      | 16:18          |
| Sieger          | 2005 | Northern Ireland Trophy        | Stephen Hendry    | 9:7            |
| Sieger          | 2005 | Pot Black                      | Shaun Murphy      | 53:27 (Punkte) |
| Zweiter         | 2008 | Bahrain Championship           | Neil Robertson    | 7:9            |
| Sieger          | 2011 | Championship League            | Shaun Murphy      | 3:1            |
| Zweiter         | 2011 | Kay Suzanne Memorial Cup       | Ronnie O’Sullivan | 2:4            |
| Zweiter         | 2013 | World Open                     | Mark Allen        | 4:10           |